# William Brown (admiraal)

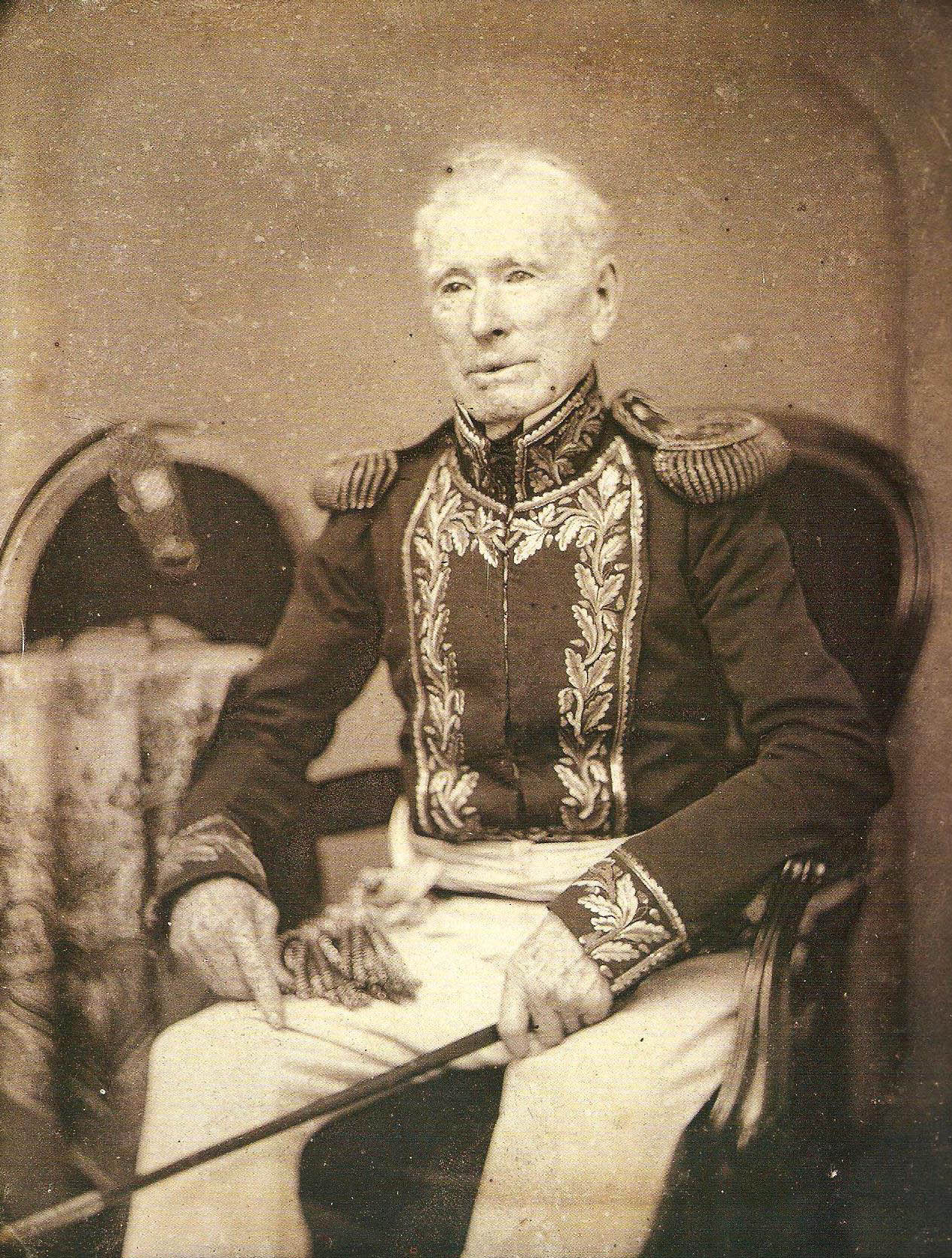
William Brown (ca. 1857)

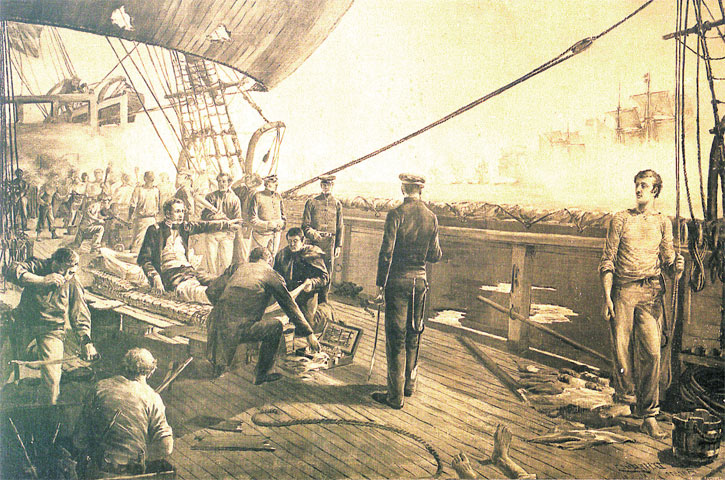
Brown geeft orders terwijl zijn been wordt verbonden

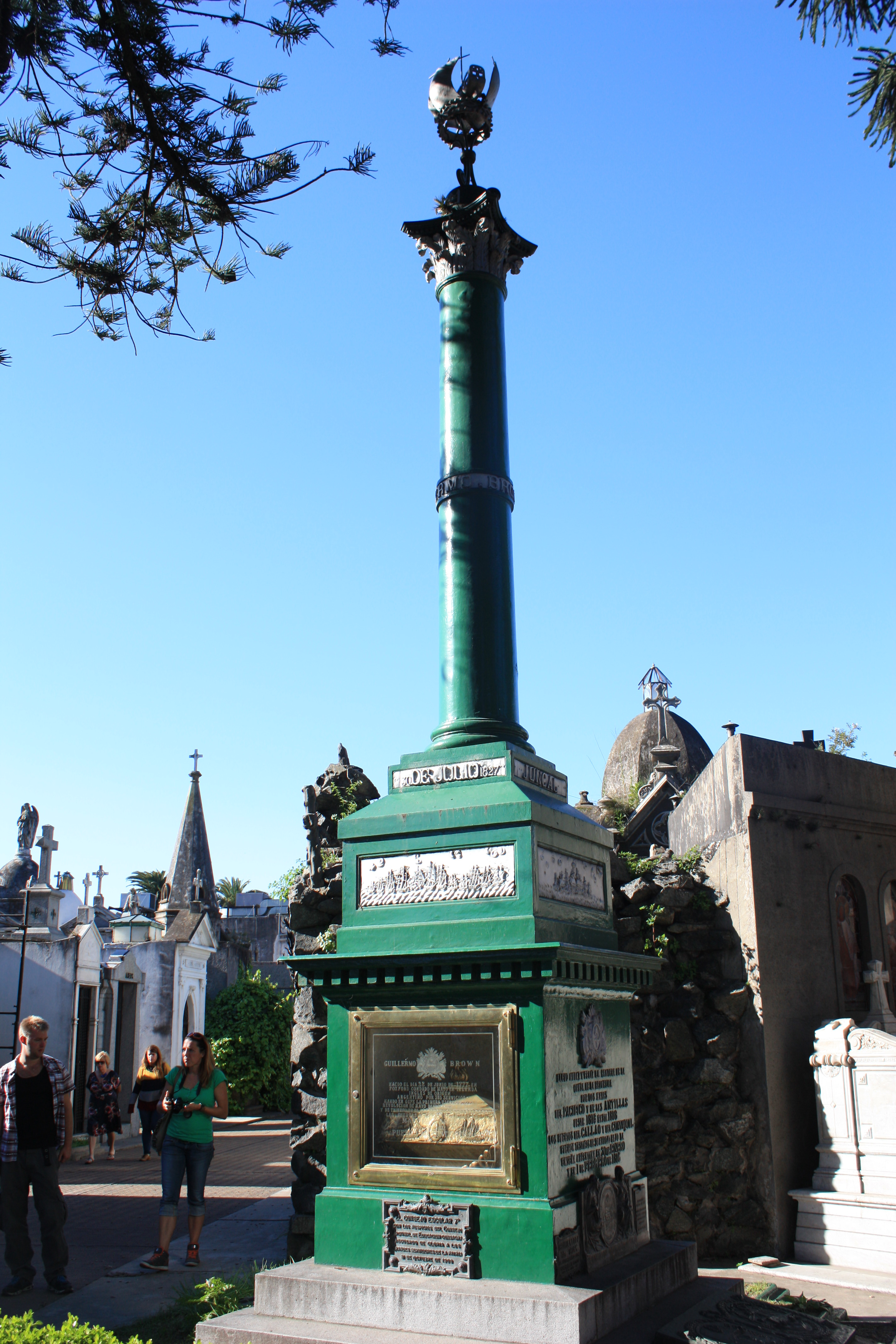
Zijn graf in Buenos Aires

William Brown (Foxford, 22 juni 1777 – Buenos Aires, 3 maart 1857), ook wel bekend als Guillermo Brown in Spaanstalige landen, was een Argentijnse admiraal. Hij is geboren in Ierland en via een lange carrière op schepen kwam hij in Argentinië terecht. Hij vocht aan Argentijnse zijde in diverse conflicten en bereikte uiteindelijk de rang van admiraal. Hij staat bekend als de vader van de Argentijnse marine.
William Brown is geboren in Foxford, aan de Ierse westkust, op 22 juni 1777. Toen hij negen jaar was emigreerde hij met zijn familie naar de Verenigde Staten. Zijn vader overleed korte tijd later aan gele koorts. Om aan geld te komen werd hij aangenomen als scheepsjongen op een koopvaardijschip. Na zo’n 10 jaar was hij opgeklommen tot kapitein.

## Militaire carrière
Zijn civiele carrière kwam aan een einde nadat hij door de Britse marine werd opgeroepen om te vechten in de napoleontische oorlogen. Hij werd gevangengenomen door de Fransen en wist in 1809 te ontsnappen. Hij vluchtte via Duitsland terug naar Engeland. Hier huwde hij op 29 juli 1809 Elizabeth Kitty. Hetzelfde jaar vertrok het gehuwde stel naar Zuid-Amerika en hij vestigde zich als handelaar in Montevideo. Met zijn schip Eliza voer hij tussen Montevideo en Buenos Aires.
Hij raakte betrokken bij de Argentijnse Onafhankelijkheidsoorlog nadat zijn schip door de Spanjaarden was vernietigd. Hij werd officier bij de marine met als belangrijkste opdracht de vaarwegen naar Argentinië open te houden. In 1814 voer hij diverse malen uit om de Spaanse blokkade te doorbreken, met succes en in april 1814 waren de zaken omgekeerd en blokkeerden Argentijnse schepen de haven van Montevideo. Op 14 mei lokte hij de Spaanse marineschepen naar buiten. Na een strijd van twee dagen had hij drie Spaanse schepen veroverd en ze verjaagd uit de Río de la Plata. Tijdens de slag werd zijn been versplinterd door een Spaanse kanonskogel. Hij keerde uiteindelijk terug naar Argentinië
In december 1825 raakte hij betrokken bij de oorlog met Brazilië. De vloot was zwaar verwaarloosd en Brown, inmiddels bevorderd tot admiraal, kreeg de taak een oorlogsvloot te organiseren. Net als de Spanjaarden blokkeerden ook de Brazilianen de toegangswegen naar het land. Brown viel eerst de Braziliaanse kust op diverse plaatsen aan en op 8 en 9 februari 1827 bracht hij ze een zware slag toe. Met een veel kleinere vloot versloeg hij een Braziliaanse vloot van 17 schepen. Hij veroverde 12 schepen, nam de commandant gevangen en bracht drie schepen tot zinken zonder eigen verliezen. Na een tweede zware nederlaag van de Braziliaanse marine in juni tekenden in augustus 1828 beiden landen het verdrag van Montevideo waarbij een onafhankelijk Uruguay werd erkend.
De relatie met Uruguay was moeizaam. In diverse conflicten kwam Brown in actie en in augustus 1842 versloeg hij een kleine vloot op de Paraná. Deze vloot stond onder bevel van de Italiaan Giuseppe Garibaldi. Hij gebruikte zijn invloed om de gevangene Garibaldi vrij te krijgen en daarmee een zekere executie te voorkomen.
In 1847 ging Brown terug naar zijn geboorteplaats. Na de val van het regime van Rosas werden veel marineofficieren ontslagen, maar niet Brown. Brown werd geëerd voor zijn verdienste aan het land. Hij overleed op 3 maart 1857, hij was 80, en werd met militaire eer begraven. Hij ligt op de begraafplaats van Recoleta in Buenos Aires.

## Vernoemingen
Er zijn meer dan 1000 straten naar hem vernoemd. Diverse schepen van de Argentijnse marine dragen zijn naam, waaronder een torpedobootjager van de Almirante Brownklasse. Op Antarctica ligt de Antarctische basis Almirante Brown en Almirante Brown is ook een departement in de provincie Chaco.